# Chanson de Guillaume
Pour les articles homonymes, voir Chanson (homonymie) et Guillaume.
La Chanson de Guillaume ou Chançun de Willame est une chanson de geste datant de la première moitié du XIIe siècle (vers 1140, bien que sa première moitié puisse dater elle-même du XIe siècle,. Avec la Chanson de Roland et Gormont et Isembart, elle est considérée être l'une des trois chansons de geste composées avant 1150). L'œuvre est composée de deux parties distinctes : la première (2000 lignes) traite de Guillaume d'Orange, de son neveu Vivien, du jeune frère de celui-ci, Gui, et de leurs batailles contre les Sarrasins à L'Archamp (Alyscamps) ; dans la seconde partie du poème, Guillaume est aidé par Rainouard, un géant sarrasin converti.
Le poème comprend 3553 vers en laisses assonancées ; la plupart des vers sont des décasyllabes, mais un petit nombre sont des hexasyllabes. Le poème n'a été conservé que dans un seul manuscrit du XIIIe siècle, écrit en anglo-normand, connu seulement depuis 1901, date de la vente de la collection de Sir Henry Hope Edwardes. Le manuscrit est entré par la suite à la British Library (British Library, Additional 38663).
C'est la seule chanson de geste relatant les faits et gestes de Guillaume d'Orange qui n'a pas été incluse dans le cycle des chansons de geste du XIIIe siècle connu sous l'appellation de Cycle de Guillaume de Gellone.
La Chanson de Guillaume a été adaptée et amplifiée dans la chanson de geste Aliscans.
La source historique en est la bataille livrée par Guillaume de Gellone sur la rivière Orbiel près de Carcassonne en 793.